# یوشیا
یوشیا (به عبری: יֹאשִׁיָּהוּ‎) مطابق روایت تنخ شانزدهمین پادشاه یهودا بود که حدوداً میان سال‌های ۶۴۰ تا ۶۰۹ قبل از میلاد حکومت کرد. یوشیا در دوره حکومت خود اصلاحات دینی اساسی بر دین بنی‌اسرائیل اعمال کرد و بسیاری از پژوهشگران کتاب مقدس اعتقاد دارند بیشتر متون مقدس عبری در دوره او نوشته شده‌اند. یوشیا بعد از قتل پدرش آمون، در سن ۸ سالگی پادشاه شد و ۳۱ سال حکومت کرد.
تنخ تنها منبع موجود دربارهٔ یوشیا است. هیچ منبع دیگری از ممالک اطراف مثل بابل یا مصر یا کتیبه‌ها و یافته‌های باستان‌شناسی اسرائیل باستان، نامی از او نبرده‌اند. با این وجود بیشتر تاریخ‌پژوهان اعتقاد دارند یوشیا به لحاظ تاریخی وجود داشته و نبود مدارک کافی دربارهٔ او به دلیل نبود کلی مدارک از آن دوره و چندین مرتبه تخریب اورشلیم در طول تاریخ است. تنخ روایت کرده که یوشیا در نبرد با مصر کشته شد.
از جمله اصلاحات دینی یوشیا، حذف پرستش بت‌ها از دین بنی‌اسرائیل بود که نقش مهمی در ظهور یکتاپرستی بنی‌اسرائیل و ظهور یهودیت ایفا کرد. او احتمالاً همچنین قربانی‌کردن فرزند برای تقدیم به یهوه یا مولوخ را ممنوع کرد و داستان قربانی‌کردن اسحاق توسط ابراهیم نیز می‌تواند به همین مسئله مربوط باشد.